# Front Unit de Moçambic
El Front Unit de Moçambic (portuguès: Frente Unida de Moçambique o FUMO) fou un partit polític de Moçambic dirigit per Domingos Arouca. Aquest va fundar el partit a Portugal el 1976 en oposar-se al Frelimo per considerar-lo comunista. El partit va desaparèixer entre 1980 i 1992, però llavors va ressorgir proclamant-se socialdemòcrata. Pedro Loforte fou el dirigent, ja que Arouca vivia a Portugal. Fou legalitzat el 14 de gener de 1993 i va presentar Arouca com a candidat presidencial a les eleccions generals de Moçambic de 1994. A les eleccions generals de Moçambic de 1999 i 2004 va formar part de la RENAMO-Unió Electoral, que va obtenir el 29,7 % dels vots i 90 de 250 escons, i donà suport la candidatura presidencial d'Afonso Dhlakama, qui va obtenir el 31.7% dels vots.